# Уинчестер (тауншип, Миннесота)
Уинчестер (англ. Winchester) — тауншип в округе Норман, Миннесота, США. На 2000 год его население составило 74 человека.

## География
По данным Бюро переписи населения США площадь тауншипа составляет 93,1 км², из которых 93,1 км² занимает суша, водоёмов нет.

## Демография
По данным переписи населения 2000 года здесь находились 74 человека, 28 домохозяйств и 21 семья. Плотность населения — 0,8 чел./км². На территории тауншипа расположена 31 постройка со средней плотностью 0,3 построек на один квадратный километр. Расовый состав населения: 91,89 % белых, 4,05 % афроамериканцев и 4,05 % приходится на две или более других рас. Испанцы или латиноамериканцы любой расы составляли 2,70 % от популяции тауншипа.
Из 28 домохозяйств в 32,1 % воспитывались дети до 18 лет, в 60,7 % проживали супружеские пары, в 10,7 % проживали незамужние женщины и в 25,0 % домохозяйств проживали несемейные люди. 21,4 % домохозяйств состояли из одного человека, при том 10,7 % из — одиноких пожилых людей старше 65 лет. Средний размер домохозяйства — 2,64, а семьи — 3,10 человека.
27,0 % населения — младше 18 лет, 12,2 % — в возрасте от 18 до 24 лет, 24,3 % — от 25 до 44, 27,0 % — от 45 до 64, и 9,5 % — старше 65 лет. Средний возраст — 35 лет. На каждые 100 женщин приходилось 131,3 мужчин. На каждые 100 женщин старше 18 приходилось 134,8 мужчин.
Средний годовой доход домохозяйства составлял 18 750 долларов, а средний годовой доход семьи — 23 750 долларов. Средний доход мужчин — 13 438 долларов, в то время как у женщин — 16 875. Доход на душу населения составил 9306 долларов. За чертой бедности находились 25,0 % семей и 27,0 % всего населения тауншипа, из которых 20,0 % старше 65 лет.